# Championnat d'Allemagne de football 1935-1936
Navigation
Meisterschaft
(Gauligen)
1934-1935 Meisterschaft
(Gauligen)
1936-1937
La saison 1935-1936 du Championnat d'Allemagne de football était la 29e édition de la première division allemande. Seize clubs participent à la compétition nationale, il s'agit des 16 vainqueurs des Gauligen, les championnats régionaux mis en place par le régime nazi.
Les 16 équipes disputent un premier tour où elles sont réparties en 4 poules de 4 équipes, chacune rencontre ses 3 adversaires 2 fois, à domicile et à l'extérieur. L'équipe classée première du groupe à la fin de la première phase est qualifiée pour le tableau final, qui se joue en demi-finale et finale sur match simple.
Le FC Nuremberg remporte la finale en s'imposant face au Fortuna Düsseldorf. C'est le 6e titre de champion d'Allemagne de son histoire.

## Les 16 clubs participants
| - Ostpreußen : SV Hindenburg Allenstein - Poméranie : Viktoria Stolp - Brandebourg : BSV 92 Berlin - Schliesen : VfR Gleiwitz - Sachsen : PSV Chemnitz - Centre : SV Iena - Nordmark : Eimsbütteler TV - Niedersachsen : Werder Brême | - Westphalie : Schalke 04 - Niederrhein : Fortuna Düsseldorf - Mittelrhein : VfL Cologne - Hesse : Hanau 1893 - Sud-Ouest : VfR Wormatia Worms - Bade : SV Waldhof Mannheim - Wurttemberg : Stuttgarter Kickers - Bavière : FC Nuremberg |

## Compétition

### Premier tour
Les 16 champions de Gauliga sont répartis en 4 poules de 4 équipes, seul le premier accède aux demi-finales.

#### Groupe 1
| Rang | Équipe                | Pts | J | G | N | P | Bp | Bc | Diff |  | Résultats (▼ dom., ► ext.) | Scha | Chem | Berl | Hind |
| ---- | --------------------- | --- | - | - | - | - | -- | -- | ---- |  | -------------------------- | ---- | ---- | ---- | ---- |
| 1    | Schalke 04            | 10  | 6 | 5 | 0 | 1 | 22 | 7  | +15  |  | Schalke 04                 |      | 2-1  | 4-0  | 4-1  |
| 2    | Polizei Chemnitz      | 10  | 6 | 5 | 0 | 1 | 19 | 9  | +10  |  | Polizei Chemnitz           | 3-2  |      | 4-1  | 4-1  |
| 3    | BSV 92 Berlin         | 4   | 6 | 2 | 0 | 4 | 10 | 17 | -7   |  | BSV 92 Berlin              | 2-3  | 1-4  |      | 3-1  |
| 4    | Hindenburg Allenstein | 0   | 6 | 0 | 0 | 6 | 6  | 24 | -18  |  | Hindenburg Allenstein      | 0-7  | 2-3  | 1-3  |      |

#### Groupe 2
| Rang | Équipe            | Pts | J | G | N | P | Bp | Bc | Diff |  | Résultats (▼ dom., ► ext.) | Glei | Werd | Eims | Vikt |
| ---- | ----------------- | --- | - | - | - | - | -- | -- | ---- |  | -------------------------- | ---- | ---- | ---- | ---- |
| 1    | Vorwarts Gleiwitz | 10  | 6 | 5 | 0 | 1 | 21 | 9  | +12  |  | Vorwarts Gleiwitz          |      | 5-2  | 0-3  | 5-0  |
| 2    | Werder Brême      | 8   | 6 | 4 | 0 | 2 | 22 | 11 | +11  |  | Werder Brême               | 2-4  |      | 6-1  | 6-0  |
| 3    | Eimsbütteler TV   | 4   | 6 | 2 | 0 | 4 | 7  | 14 | -7   |  | Eimsbütteler TV            | 1-4  | 0-2  |      | 0-1  |
| 4    | Viktoria Stolp    | 2   | 6 | 1 | 0 | 5 | 4  | 20 | -16  |  | Viktoria Stolp             | 1-3  | 1-4  | 1-2  |      |

#### Groupe 3
| Rang | Équipe              | Pts | J | G | N | P | Bp | Bc | Diff |  | Résultats (▼ dom., ► ext.) | Nure | Worm | Iena | Stut |
| ---- | ------------------- | --- | - | - | - | - | -- | -- | ---- |  | -------------------------- | ---- | ---- | ---- | ---- |
| 1    | FC Nuremberg        | 11  | 6 | 5 | 1 | 0 | 19 | 4  | +15  |  | FC Nuremberg               |      | 2-2  | 5-1  | 2-0  |
| 2    | VfR Wormatia Worms  | 5   | 6 | 2 | 1 | 3 | 15 | 13 | +2   |  | VfR Wormatia Worms         | 1-2  |      | 3-1  | 2-3  |
| 3    | SV Iena             | 4   | 6 | 2 | 0 | 4 | 7  | 13 | -6   |  | SV Iena                    | 0-3  | 3-1  |      | 0-3  |
| 4    | Stuttgarter Kickers | 4   | 6 | 2 | 0 | 4 | 6  | 17 | -11  |  | Stuttgarter Kickers        | 0-5  | 2-6  | 0-2  |      |

#### Groupe 4
| Rang | Équipe              | Pts | J | G | N | P | Bp | Bc | Diff |  | Résultats (▼ dom., ► ext.) | Fort | Hana | Mann | Koln |
| ---- | ------------------- | --- | - | - | - | - | -- | -- | ---- |  | -------------------------- | ---- | ---- | ---- | ---- |
| 1    | Fortuna Düsseldorf  | 10  | 6 | 5 | 0 | 1 | 16 | 7  | +9   |  | Fortuna Düsseldorf         |      | 3-1  | 4-0  | 2-0  |
| 2    | Hanau 93            | 5   | 6 | 2 | 1 | 3 | 9  | 6  | +3   |  | Hanau 93                   | 5-1  |      | 0-0  | 3-0  |
| 3    | SV Waldhof Mannheim | 5   | 6 | 2 | 1 | 3 | 6  | 10 | -4   |  | SV Waldhof Mannheim        | 1-3  | 1-0  |      | 2-0  |
| 4    | VfL Cologne         | 4   | 6 | 2 | 0 | 4 | 4  | 12 | -8   |  | VfL Cologne                | 0-3  | 1-0  | 3-2  |      |

### Demi-finale
- Tous les matchs ont eu lieu le 7 juin 1936.

| Équipe 1           | Résultat | Équipe 2          |
| ------------------ | -------- | ----------------- |
| FC Nuremberg       | 2 - 0    | Schalke 04        |
| Fortuna Düsseldorf | 3 - 1    | Vorwarts Gleiwitz |

### Match pour la3eplace
| 20 juin 1936 | Schalke 04 | 8 - 1 | Vorwarts Gleiwitz | Poststadion, Berlin |  |
|              |            |       |                   |                     |  |

### Finale
| 21 juin 1936 | FC Nuremberg | 2 - 1 a.p. | Fortuna Düsseldorf | Poststadion, Berlin  |
|              |              |            |                    | Spectateurs : 45 000 |

## Bilan de la saison
| Tableau d'Honneur                   |              |
| Compétition                         | Vainqueur    |
| Championnat d'Allemagne de football | FC Nuremberg |
| Coupe d'Allemagne de football       | VfB Leipzig  |